# Kondeszendenz
Kondeszendenz (von mittellateinisch condescendentia „Herabsteigen, Herablassung, Selbsterniedrigung“) ist ein vor allem in der christlichen Theologie seit den Kirchenvätern gebrauchtes Wort. Es ist hier ein ergänzender,  komplementärer Begriff zu Transzendenz und bezeichnet das Herabsteigen des ewigen Gottessohns aus der Herrlichkeit des Himmels in die Gestalt eines wirklichen Menschen bis zum Tod am Kreuz, wie es im Philipperhymnus (Phil 2,5-11 ) grundlegend ausgesagt ist.
Nach christlichem Verständnis ist die Kondeszendenz Gottes nicht nur ein vergangenes Geschehen, sondern der Grundzug seines dreifaltigen Wesens als sich verschenkende Liebe, die sich in der Barmherzigkeit Jesu irdisch abgebildet hat. An Gottes Herrlichkeit teilhaben ist danach identisch mit: sich in seine Kondeszendenz hineinnehmen lassen.
Das Wort wird besonders häufig gebraucht, um die Theologie Martin Luthers zu charakterisieren, für den sich Gottes Kondeszendenz fortsetzt in der armseligen Gestalt des gepredigten Worts und in den Gestalten des Abendmahls.